# Ternowi Pody
Ternowi Pody (ukr. Тернові Поди) – osiedle na Ukrainie, w obwodzie mikołajowskim, w rejonie mikołajowskim. W 2001 liczyło 165 mieszkańców, spośród których 161 posługiwało się językiem ukraińskim, a 4 ormiańskim.